# Johann Heinrich Gerth
Johann Heinrich Gerth (* 13. Dezember 1623 in Dreieichenhain; † 13. Mai 1696 in Stockholm) war ein deutscher evangelisch-lutherischer Geistlicher. Von 1685 bis 1693 war er Bischof von Estland.

## Leben
Johann Heinrich Gerth war ein Sohn des hessischen Pfarrers von Sprendlingen und im Hain Johann Konrad Gerth. Er studierte Evangelische Theologie an der Universität Gießen und soll fünf Jahre lang als Prediger der heimlichen evangelischen Gemeinde in Köln gewirkt haben. Von dort ging er als Hof- und Regimentsprediger zum Landgrafen Georg III. von Hessen-Darmstadt. Nach einer am 24. Februar 1661 gehaltenen Probepredigt wurde er als Adjunkt des Hofpredigers und Superintendenten Johann Philipp Böhm nach Hanau an die erst 1658 erbaute Johanneskirche berufen. Bald darauf wurde ernannte ihn Graf Friedrich Casimir zu seinem Hofprediger und nach Böhms Tod 1663 zum Superintendenten der Grafschaft Hanau-Münzenberg.
Gerth hatte im bikonfessionellen Hanau mit den inner-evangelischen Streitigkeiten zwischen Reformierten und Lutheranern zu kämpfen. Die Reformierten warfen ihm vor, eigenmächtig lutherische Amtshandlungen auf dem reformierten Land vorzunehmen, und forderten seine Entlassung. 1670 kam es zum so genannten Religionshauptrezess, der die Gleichberechtigung der beiden evangelischen Konfessionen feststellte und jeder eine eigene Kirchenverwaltung gab. Gleichzeitig verließ Gerth Hanau und nahm einen Ruf nach Schweden als Oberhofprediger der Königinwitwe Hedwig Eleonora an. Vorher wurde er noch in Gießen Magister. Am 24. August 1670 hielt er seine Abschiedspredigt, nachdem er der Gemeinde noch seinen Nachfolger, Magister Johann Lorenz Langermann, vorgestellt hatte.
In Schweden war Gerth neben seinem Amt als deutscher Hofprediger Pastor der deutschen St.-Gertruds-Kirche in Stockholm. 1685 ernannte ihn der schwedische König Karl XI. zum Bischof des damals unter schwedischer Oberhoheit stehenden Estland. Gerth residierte weiter in Stockholm, kam aber vom Juli bis Oktober 1690 für eine Visitation nach Estland. 1691, nach der Aufhebung der separaten Superintendentur für Reval, wurde Gerths Bischofssprengel um die Stadt Reval erweitert. 1693 bat Gerth um die Entlassung aus dem bischöflichen Amt, blieb aber Pastor der deutschen Gemeinde in Stockholm,.
Zu seinem Nachfolger als Bischof von Reval und Estland wurde Joachim Salemann berufen.

## Ehrungen
- 1675 Theologischer Ehrendoktor. der Universität Uppsala

## Werke
- Disputatio Philosophica, Continens Themata Miscellanea. Gießen: Utz 1669
- Christ- Gebührliche Klag- Trost- und Ehren-Gedächtnuß Der Weyland Hochgebohrnen Gräffin und Frauen/ Frauen Annæ Margrethæ Wrangelin, Gebohrner von Haugwitz. Des ... Herrn Carl-Gustav-Wrangels, Graffen zu Sylvißburg... Ihro Königl. Mayst. und der Reichen Schweden Raths, Marsch, General Feldherrn und Praesidentens im Königl. Kriegs-Collegio, General Gouverneurs über Pommern, Ober Land Richters über Upland und Cantzlers zu Greiffswald. hertzlieb gewesenen, nunmehr An. 1673. den 20. Martii ... selig entschlaffenen Frau Gemahlin. Bey dero am 11. Maij in Königl. Fürstl. Gräffl. Herrl. Adel. und sonst Hochansehnlicher Volckreicher Gegenwart/ auß der grossen Haupt-in die Ritterholms Kirche/ geschehenen Hochgräff. Leich-Versetzung. : Mündlich gethan auß denen von der hochseel. Frau Gräffin selbst zu erklären verordneten Worten des Apostels Pauli in 1. Epist. an die Corinth. Cap. 1. V. 30. Stockholm: Eberdt 1673 (Digitalisat)
- Erbhuldigungspredigt über 1. Petr. II. 17. Fürchtet Gott und ehret den König. Reval 1690